# Mauricio Kagel
Mauricio Kagel (født 24. december 1931 i Buenos Aires, Argentina – død 18. september 2008 i Köln, Tyskland) var en argentinsk/tysk komponist.
Hans navn er frem for alt knyttet til fænomenet instrumentalteater, som i en eller anden form forbinder musik eller musikinstrumenter med gestik eller scenisk aktion. 
I 1957 emigrerede han til Tyskland med base i Köln. 
Han har skrevet et utal af værker. Han spillede på det underfundige eller absurde i sproget og i selve begreberne, hvilket gør at hans værker, selv om de ikke er lagt humoristisk op, næsten altid bringer latteren frem.